# Kirchenportal als Rechtsstätte

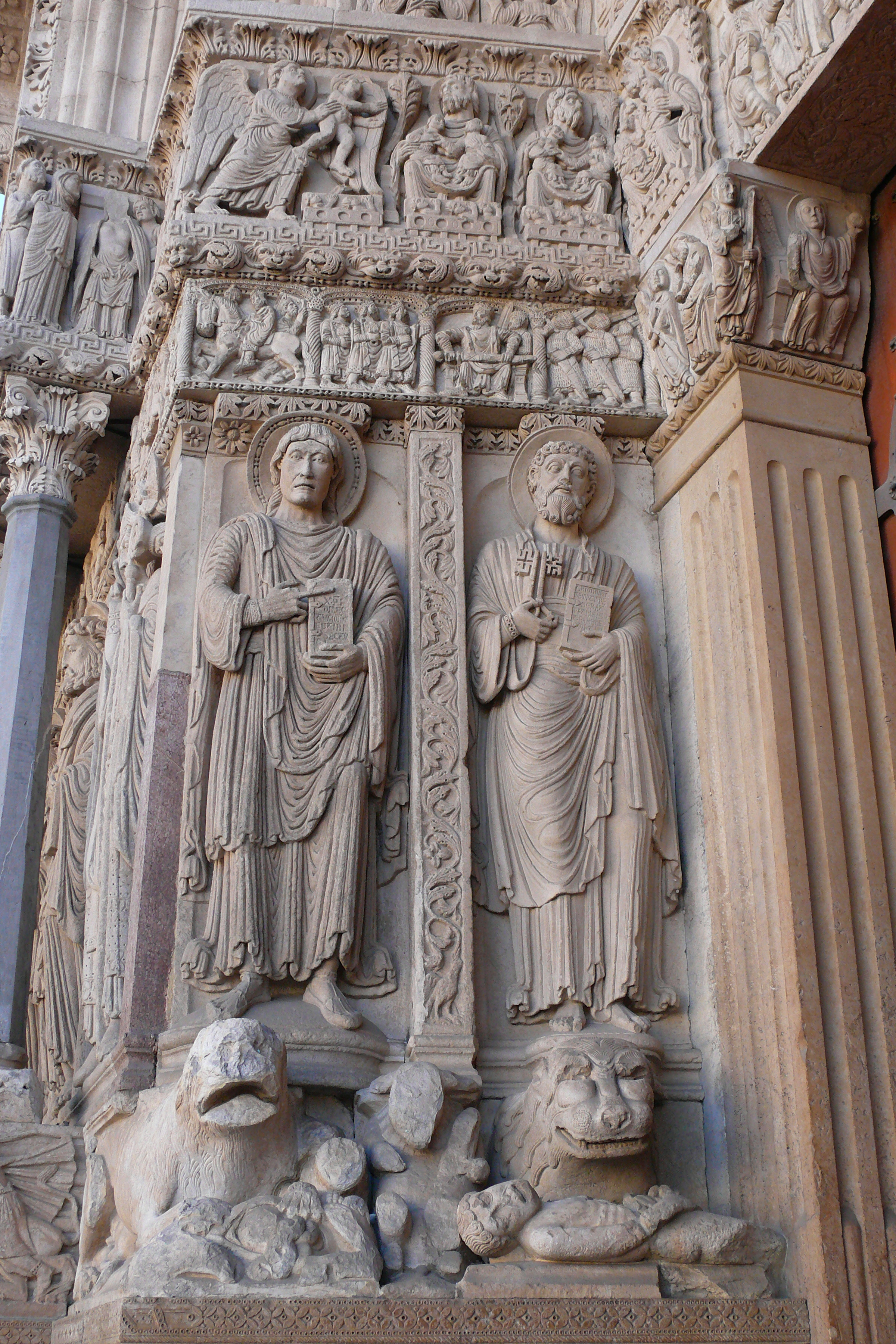
Detail aus dem Portal der Kathedrale St. Trophime in Arles

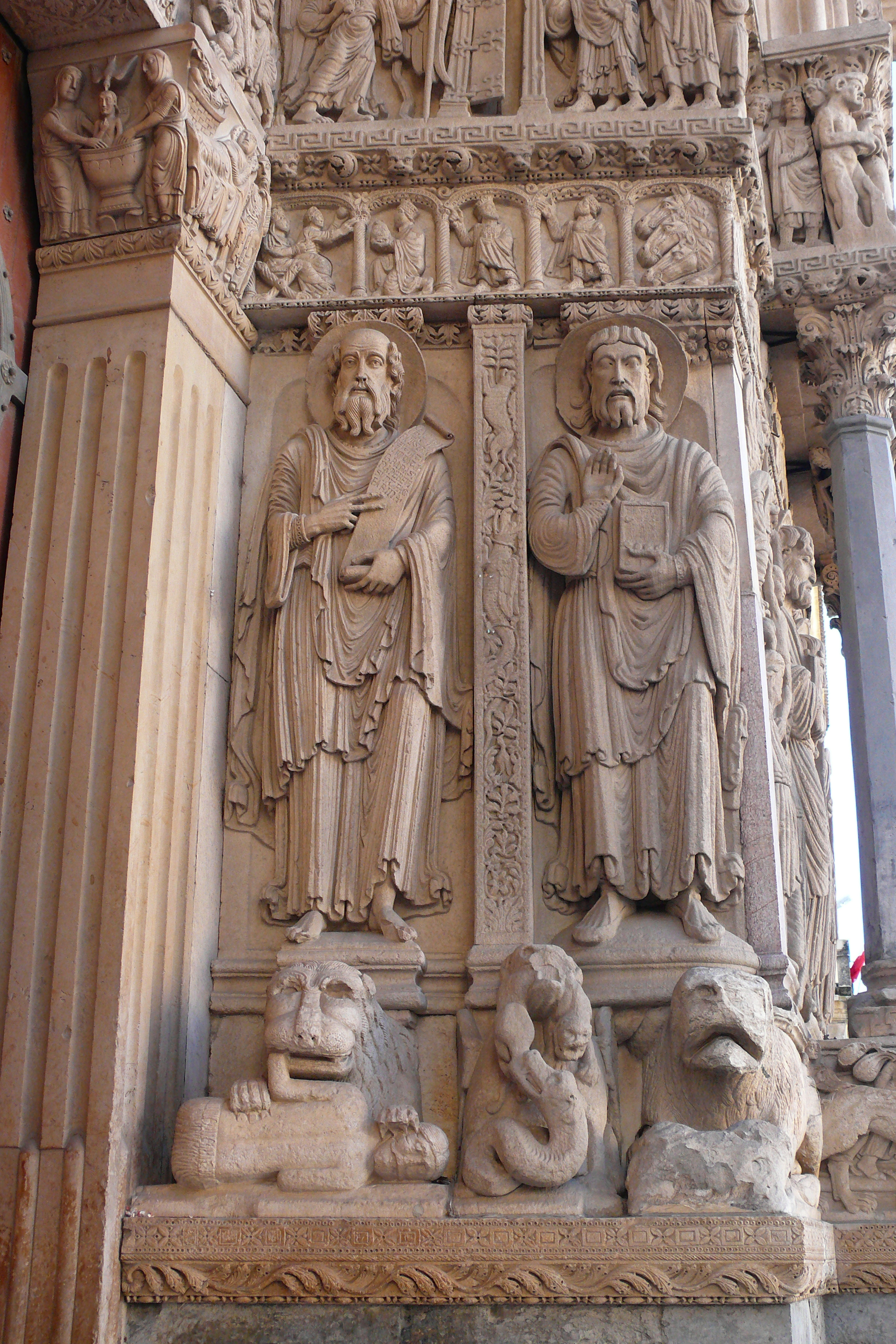
Detail aus dem Portal der Kathedrale St. Trophime in Arles

Das Kirchenportal als Rechtsstätte ist Ausdruck der im Mittelalter zentralen kultur- und architektursoziologischen Bedeutung der Kirche als Institution und Bauwerk.

## Hintergrund
Das Kirchenportal als Rechtsstätte geht zurück auf die Funktion der Stadttore als Orte, an denen unter freiem Himmel bestimmte Rechtshandlungen vorgenommen wurden wie beispielsweise Gerichtsversammlungen an Stadt- und Burgtoren oder auf Kirchhöfen.
Schon im Alten Testament diente das Stadttor als Rechtsstätte der Ältesten, wie durch zahlreiche Bibelstellen zu belegen ist, beispielsweise Am 5,15 : „Hasst das Böse, liebt das Gute und bringt im Tor das Recht zur Geltung!“ Im Mittelalter wurde die Kirche, vor allem die nach Osten ausgerichtete Hauptkirche einer Stadt, mit dem „Himmlischen Jerusalem“ gleichgesetzt. Das Kirchenportal wurde damit symbolisch zum Stadttor.
Hier war die Schwelle, die Gut und Böse voneinander unterschied. Die Ungetauften mussten in einem gesonderten Baptisterium erst ‚gereinigt’ werden, bevor sie in das Kircheninnere eintreten durften. Die offene Tür ist ein Symbol für Christus selbst, der sagte: „Ich bin die Tür; wer durch mich hineingeht, wird gerettet werden“ (Joh 10,9 ).
Die häufig an Kirchenportalen anzutreffenden Löwen wurden mit dem Thron Salomos in Beziehung gesetzt, welcher von zwei Löwen flankiert war. Da Salomo der vorbildhafteste Richter des Alten Testamentes ist, wurden die beiden Löwen im Allgemeinen mit der Gerichtshoheit in Verbindung gebracht und symbolisierten richterliche Macht. Es haben sich mehrere mittelalterliche Gerichtsakten erhalten, die „inter duos leones“, „zwischen zwei Löwen“ abgeschlossen wurden. Löwen zieren auch die Vorhalle der Basilika Santa Maria Maggiore in Bergamo.
Die nach dem Tridentinischen Konzil vorgeschriebene kirchliche Eheschließung katholischer Brautleute war zunächst in den Privathäusern erfolgt und erst später an das Kirchenportal verlegt worden. Nach der Trauungszeremonie dort durfte das Brautpaar zur Messe in die Kirche. Erst später wurde mit der Brautmesse die Trauung in die Kirche verlegt. Aus dieser Tradition erklärt sich die Bezeichnung von meist an der Nordseite gelegenen Portalen gotischer Kirchen als „Brautpforte“ oder "Brauttür", wie an St. Sebald (Nürnberg) und den großen Kirchen in Bamberg, Braunschweig und Mainz sowie den Domen zu Magdeburg, Worms und Verden.

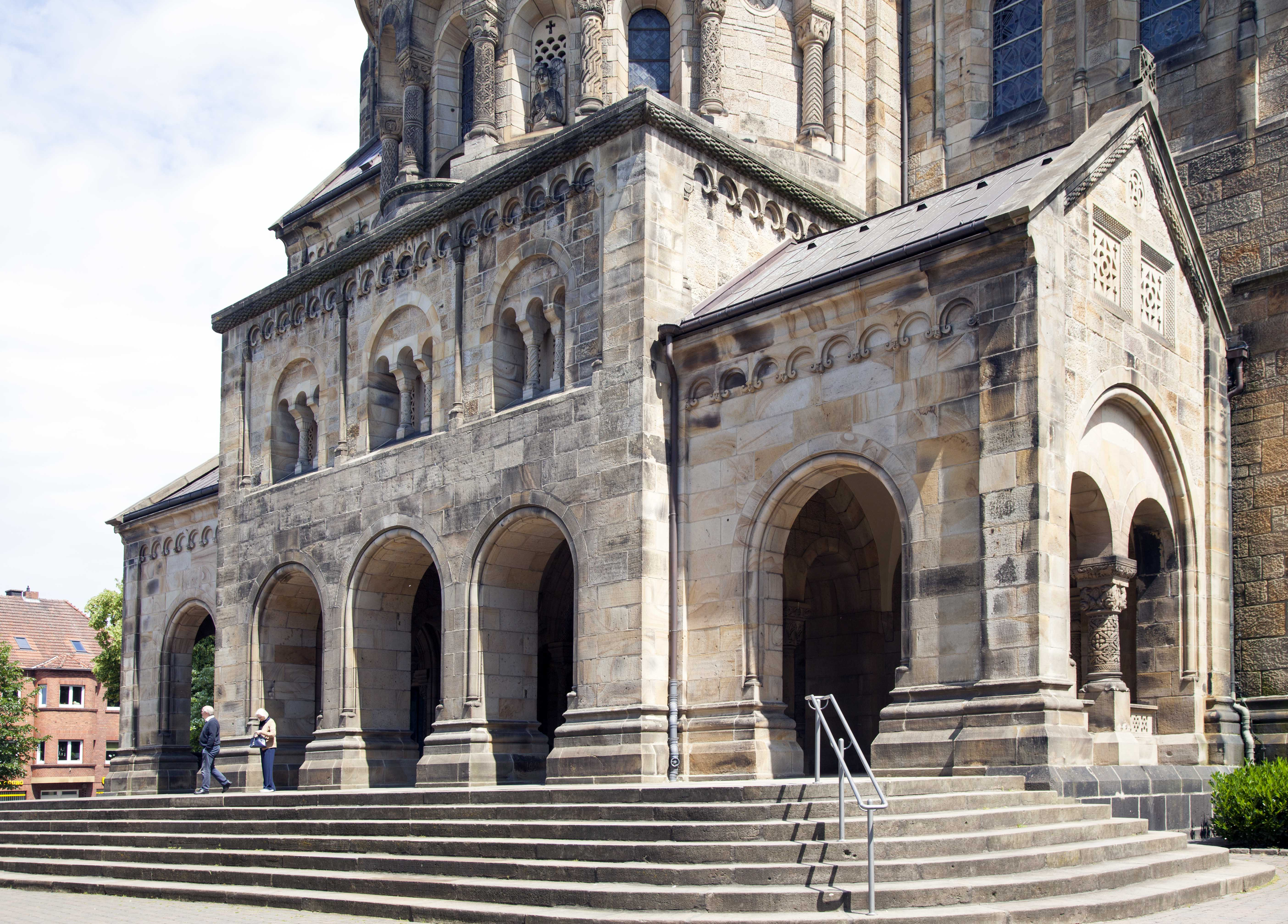
Historistische Nachahmung einer Portalhalle (Basilika St. Antonius in Rheine; Architekt Franz Klomp, Ende 19. Jahrhundert)

Auch Handelsverträge wurden vor Kirchenportalen geschlossen. Daher fand auch häufig der Markt direkt vor der Kirche statt. In ihren Außenmauern waren häufig die Maße eingeritzt, die im Handel gelten sollten.
Nicht zuletzt steht das Kirchenportal für einen gesonderten Rechtsbezirk. Das Portal diente im Mittelalter auch als Asylstätte. So schildern zahlreiche zeitgenössische Berichte, wie auf der Flucht befindliche Menschen an der Kirchentür Asyl suchten, wobei das Anfassen des Türrings den entscheidenden Rechtsakt darstellte. Solche mittelalterlichen Türzieher haben sich hin und wieder erhalten und befinden sich noch an originaler Stelle. Und da seit alters her Rot die Farbe der Richter war, wie heute noch beim Bundesverfassungsgericht, wurden auch die betreffenden Eingangspforten der Kirchen rot gestrichen.
In und an Kirchengebäuden und Portalen fanden außer Gottesdiensten und Rechtshandlungen außerdem Theater- und Musikaufführungen sowie Passions- und Mysterienspiele statt.
Eine um das Ende des 19. Jahrhunderts bis ins Detail dem historischen Vorbild nachempfundene Nachahmung einer Portalhalle befindet sich vor dem Westeingang der Basilika St. Antonius in Rheine.